# Біла Криниця (альбом)
Біла Криниця — альбом, записаний Назарієм Яремчуком, Павлом Дворським і Ніною Мельник. Виданий у 1989 році, альбом складається переважно з українських народних пісень в оригінальних аранжуваннях Дворського. Особливістю запису є інструментальний супровід: пісні виконані під фортепіано або баян. Ця робота поєднує народний колорит з елементами естрадної музики, відображаючи майстерність виконавців і їхню відданість українським музичним традиціям.

## Трек-лист
| #   | Назва                                | Музика / слова                                           | Тривалість |
| --- | ------------------------------------ | -------------------------------------------------------- | ---------- |
| 1.  | «Ой, мати, мати»                     | Українська народна пісня                                 | 2:43       |
| 2.  | «Ой, слаба я, слаба я...»            | Українська народна пісня                                 | 2:22       |
| 3.  | «Порізала'м пальчик»                 | Буковинська народна пісня в аранжуванні Віктора Морозова | 1:51       |
| 4.  | «Пісня серця»                        | Павло Дворський / Микола Бакай                           | 2:46       |
| 5.  | «Що буду робити, що муж мене б'є...» | Українська народна пісня                                 | 2:14       |
| 6.  | «Ой на горі два дубки»               | Українська народна пісня                                 | 2:26       |
| 7.  | «Мелодія вогню»                      | Дворський / В'ячеслав Третяк                             | 3:04       |
| 8.  | «Ой піду я до млина»                 | Українська народна пісня                                 | 1:55       |
| 9.  | «Козак од'їжджає»                    | Українська народна пісня                                 | 3:26       |
| 10. | «Повилася павутиння»                 | Українська народна пісня                                 | 2:31       |
| 11. | «Біла Криниця»                       | Дворський / Третяк                                       | 3:57       |
| 12. | «Друзям за синє море»                | Дворський                                                | 3:37       |
| 13. | «Відлітають лелеки»                  | Дворський / Бакай                                        | 3:37       |
| 14. | «Синові в дорогу»                    | Дворський                                                | 3:02       |
| 15. | «Пою коні по при Дунаю»              | Сидір Воробкевич                                         | 3:25       |
| 16. | «От така в мене любов»               | В'ячеслав Діденко / Анатолій Драгомирецький              | 2:14       |
| 17. | «По той бік гора»                    | Українська народна пісня                                 | 3:21       |